# クレイ郡 (テネシー州)
クレイ郡（英: Clay County）は、アメリカ合衆国テネシー州の北部に位置する郡である。2010年国勢調査での人口は7,861人であり、2000年の7,976人から1.4%減少した。郡庁所在地は唯一の法人化都市でもあるセライナ市（人口1,495人）である。クレイ郡は1870年に設立され、郡名は19世紀にケンタッキー州選出アメリカ合衆国上院議員とアメリカ合衆国国務長官を務めたヘンリー・クレイに因んで名付けられた。

## 歴史
クレイ郡は1870年に、ジャクソン郡とオーバートン郡の一部を合わせて設立された。「国際連合の父」とも呼ばれるコーデル・ハルが初めて開いた弁護士事務所が郡内にあり、現在は博物館になっている。
クレイ郡の初期住人は農業を行い、カンバーランド地域の主要輸送手段だったカンバーランド川を交通の中心にした。地元の作物や家畜を大きな市場に運ぶために郡全体に多くのドックや渡し船があった。1800年代から1900年代を通じて製材業が主要な雇用主であり、今日でも雇用を続けている。タバコが1900年代を通じて重要な作物となり、古いタバコ納屋が今でも立っている。政府の補助金が無くなり、国際競争も激しくなったので、タバコを栽培する農家がほとんどいなくなった。現在では牛とトウモロコシが主要作物である。
南北戦争のとき、カンバーランド川で補給物資を積んだ艀を動かすために、その支配をめぐって多くの小競り合いが起こった。地域の町はその支持する側で分裂し、多くの家族が内部で不和になった。このころの敵意が今日でも残っていることがある。
セライナ市はオービー川とカンバーランド川の合流点にあり、ナッシュビルとケンタッキー州バーンサイドの間では、蒸気船時代の主要港だった。現在のセライナに船着き場は残っていないが、道路で南北を繋ぐ位置にある。バトラー家が所有し運営するバトラーの船着き場が大型倉庫とともに使われていた。クレイ郡最初の郡政委員会は、1871年3月6日にバトラーの船着き場のある川に近い店舗で開催された。バトラーの船着き場が郡庁所在地になるところだったが、セライナが住民投票の僅差で選定された。
クレイ郡は田園部にあり、4車線の高規格道路も無かったことから地域の発展が阻害され、企業を呼べなかった。このことで州内でも高い失業率が続き、教育を受けた若者も就職機会がなく、外部に出ていくことになった。

### リンカーンの係累
ハナニア・リンカーン（1756年-1814年）は郡内ティズリーボトムに近い墓地に埋葬されている。ハナニアはエイブラハム・リンカーンの従弟叔父にあたる。その長男はトマス（1780年-1844年）と名付けられた。リンカーン大統領の父もトマス・リンカーン（1778年-1851年）であり、2人のトマス・リンカーンが1798年から1814年まで25年間もケンタッキー州に住んでいたことになり、テネシー州とケンタッキー州の住民は、ハナニアの息子と大統領の父を混同することが多い。またハナニアを大統領の父方の祖父と混同することもある。クレイ郡の州道53号線沿いには、ハナニアを大統領の父方祖父とするのが間違いであると書かれた歴史標識がある。ハナニアとその息子はケンタッキー州カンバーランド郡のメシャック・クリーク地域に住んでいた。1799年、マーサ・ジーとハナニアの息子のトマスが結婚した。リンカーン大統領の父のトマスは1806年にケンタッキー州ワシントン郡で、ナンシー・ハンクスと結婚した。現在のクレイ郡はかつてカンバーランド郡の最南部にあった。

## 地理
アメリカ合衆国国勢調査局に拠れば、郡域全面積は259平方マイル (670.8 km2)であり、このうち陸地236平方マイル (611.2 km2)、水域は23平方マイル (59.6 km2)で水域率は8.93%である。カンバーランド川が郡の中央を北から南に流れ、デールホロー湖からセライナ市を通って流れるオービー川がこれに注いでいる。デールホロー湖が郡東部の大半を占めている。

### 隣接する郡
- モンロー郡 (ケンタッキー州) - 北
- カンバーランド郡 (ケンタッキー州) - 北東
- ピケット郡 - 東
- オーバートン郡 - 南東
- ジャクソン郡 - 南
- メイコン郡 - 西

## 人口動態

人口ピラミッド

以下は2000年の国勢調査による人口統計データである。
| 基礎データ - 人口: 7,976人 - 世帯数: 3,379 世帯 - 家族数: 2,331 家族 - 人口密度: 13人/km2（34人/mi2） - 住居数: 3,959軒 - 住居密度: 6軒/km2（17軒/mi2） 人種別人口構成 - 白人: 96.75% - アフリカン・アメリカン: 1.44% - ネイティブ・アメリカン: 0.33% - アジア人: 0.14% - 太平洋諸島系: 0.11% - その他の人種: 0.24% - 混血: 0.99% - ヒスパニック・ラテン系:1.35% | 年齢別人口構成 - 18歳未満: 21.5% - 18-24歳: 7.9% - 25-44歳: 27.4% - 45-64歳: 27.6% - 65歳以上: 15.7% - 年齢の中央値: 40歳 - 性比（女性100人あたり男性の人口） - 総人口: 94.6 - 18歳以上: 95.0 世帯と家族（対世帯数） - 18歳未満の子供がいる: 27.7% - 結婚・同居している夫婦: 54.7% - 未婚・離婚・死別女性が世帯主: 9.7% - 非家族世帯: 31.1% - 単身世帯: 27.6% - 65歳以上の老人1人暮らし: 12.0% - 平均構成人数 - 世帯: 2.33人 - 家族: 2.80人 | 収入と家計 - 収入の中央値 - 世帯: 23,958米ドル - 家族: 29,784米ドル - 性別 - 男性: 23,513米ドル - 女性: 16,219米ドル - 人口1人あたり収入: 13,320米ドル - 貧困線以下 - 対人口: 19.1% - 対家族数: 14.3% - 18歳未満: 23.4% - 65歳以上: 27.6% |

## 都市と町
- セライナ - 郡庁所在地

### 未編入の町
| - アーコット - ビーチベサニー - ブリムストーン - バトラーズランディング | - デントンクロスロード - フリーヒル - ハミルトンブランチ - ハーミテージスプリングス | - リリーデール - メイプルグローブ - モス - ニーリークロスローズ | - オークグローブ - ピーリッジ - パインブランチ/ケトルクリーク - シャンキーブランチ |